# 大理府

雲南省の大理府の位置（1820年）

大理府（だいりふ）は、中国にかつて存在した府。明代から民国初年にかけて、現在の雲南省大理ペー族自治州一帯に設置された。

## 概要
1256年（憲宗6年）、モンゴル帝国により大理上万戸・大理下万戸が置かれた。1271年（至元8年）、元により羊苴咩城に大理路が置かれた。大理路は雲南等処行中書省に属し、録事司と太和県と永昌府に属する永平県と騰越府と鄧川州に属する浪穹県と蒙化州・趙州・雲南州、合わせて1司1府4州3県を管轄した。
1382年（洪武15年）、明により大理路は大理府と改められた。大理府は雲南省に属し、直属の太和県と鄧川州に属する浪穹県と趙州に属する雲南県と賓川州・雲竜州と十二関長官司、合わせて4州3県1長官司を管轄した。
清のとき、大理府は雲南省に属し、太和・浪穹・雲南・鄧川州・趙州・賓川州・雲竜州・十二関長官司の4州3県1長官司を管轄した。
1913年、中華民国により大理府は廃止された。